# Rasmus Wejnold Jørgensen
Rasmus Wejnold Jørgensen (* 23. Januar 1989) ist ein dänischer Stabhochspringer.
Bei den Leichtathletik-Europameisterschaften schied er 2010 in Barcelona in der Qualifikation aus und wurde 2012 in Helsinki Siebter.
2013 kam er bei den Leichtathletik-Halleneuropameisterschaften in Göteborg und bei den Leichtathletik-Weltmeisterschaften in Moskau nicht über die erste Runde hinaus.

## Persönliche Bestleistungen
- Stabhochsprung: 5,65 m, 23. Juni 2013, Kaunas
  - Halle: 5,63 m, 16. Februar 2013, Potsdam